# Club Balonmano Colores
El Club Balonmano Colores (por motivos de patrocinio Schär Colores Zaragoza) es un equipo de balonmano femenino de la ciudad de Zaragoza.

## Historia
Fundado en el 2007 en el casco viejo de Zaragoza, gracias al empuje de Miguel Mendo y el apoyo económico del Grupo Fábregas (con Javier Cortés a la cabeza), el club se creó buscando un deporte integrativo alrededor del balonmano. Su primer equipo fue de categoría alevín, que participó en los juegos escolares de la ciudad.
Con mucho calado en los barrios del Arrabal y de la Magdalena de la capital aragonesa, el compromiso del club es ser un referente del balonmano femenino en Aragón con tres líneas: deporte educativo, inclusión social y el deporte en la mujer.
Su objetivo es llegar a la máxima división nacional, la División de Honor femenina, para poder dar un espejo dónde se miren las pequeñas jugadoras.

### Denominaciones
En sus inicios se le conoció como Balonmano Colores Fábregas, pasando a denominarse Schär Colores Zaragoza desde el 2015 tras el patrocinio de la marca que fabrica productos sin gluten.

## Competición

### Equipo senior
Su equipo senior juega en la División de Honor Plata Femenina
Ascendió a División de Honor Plata en el 2017, cuando la plata era la segunda división nacional. Junto a los equipos zaragozanos Almogávar, La Jota y Maristas montaron un equipo muy competitivo para jugar en la plata.
En el 2020 se hizo cargo del banquillo zaragozano García Fernández-Velilla con el histórico entrenador aragonés Michel Martín de segundo. En el 2021, Michel se hizo cargo del equipo de División de Honor Plata y, en el 2022, fue sustituido por su segundo entrenador, Adrián Floria Martín.

### Equipos base
Adscritos a la Federación Aragonesa de Balonmano cuenta con, además del equipo senior, más 150 niñas (y niños) en sus 18 equipos base: juveniles, cadetes, infantiles, alevines y benjamines. Varios equipos mixtos en sus categorías de iniciación, dos equipos masculinos en las categorías alevín e infantil y el resto de los conjuntos exclusivamente femeninos.

### CADEBA
En el año 2019 uno de los equipos cadetes del Schär Zaragoza se coló en la fase final del Campeonato de España por clubes.

## Galardones
El proyecto obtuvo el Premio Ciudad de Zaragoza al Deporte e integración social 2009, concedido por el Ayuntamiento de Zaragoza. En el 2020 le concedieron el premio "Custodio" por el PAR.

## Grandes jugadores
A pesar de su corta vida como equipo el Club Balonmano Colores ha dado a grandes jugadores como Danila So Delgado o han militado internacionales españolas como Alba Díaz.